# スティーブン・A・クーンズ賞
スティーブン・A・クーンズ賞（スティーブン・A・クーンズしょう、英称:The Steven A. Coons Award、略称：クーンズ賞）は、アメリカコンピュータ学会が主催する世界的なコンピュータグラフィックス (CG)のコンファレンスSIGGRAPHが、研究者を対象に設けている3つの賞のひとつである。他の2つは、CG技術と業績に対するCGアチーブメント賞と、若手研究者向けのシグニフィカント・ニューリサーチ賞である。クーンズ賞はこの中で最も重要な賞とされており、コンピュータグラフィックス界のノーベル賞とも呼ばれる。

## 受賞者
授賞は2年間に1人に与えられる。
第1回の受賞者は、CGの生みの親と言われるアイバン・サザランドであった。第2回の受賞者は、ベジエ曲線の考案者として著名なピエール・ベジェ、またアニメーション制作会社ピクサーの創始者エドウィン・キャットマルなどが含まれている。

## 過去の受賞者一覧
- 1983年（第 1回） - アイバン・サザランド　Ivan E. Sutherland
- 1985年（第 2回） - ピエール・ベジェ (Pierre Bezier)
- 1987年（第 3回） - Donald P. Greenberg
- 1989年（第 4回） - David C. Evans
- 1991年（第 5回） - Andries van Dam
- 1993年（第 6回） - エドウィン・キャットマル (Edwin Catmull)
- 1995年（第 7回） - Jose Luis Encarnacao
- 1997年（第 8回） - James D. Foley
- 1999年（第 9回） - ジム・ブリン (James F. Blinn)
- 2001年（第10回） - Lance Williams
- 2003年（第11回） - Pat Hanrahan
- 2005年（第12回） - 西田友是
- 2007年（第13回） - Nelson Max
- 2009年（第14回） - Robert L. Cook
- 2011年（第15回） - ジム・カジヤ（Jim Kajiya）
- 2013年（第16回） - Turner Whitted